# Campeonato de Rugby League de Oriente Medio-África 2019
El Campeonato de Rugby League de Oriente Medio-África (Middle East-Africa Rugby League Championship) de 2019 fue la segunda edición del torneo de Rugby League.
Se disputó en el Estadio Teslim Balogun de Lagos, Nigeria.

## Equipos
- Camerún
- Ghana
- Marruecos
- Nigeria

## Posiciones

### Semifinales
| 2 de octubre | Nigeria | 25 - 12 | Ghana |  |  |

| 2 de octubre | Camerún | 4 - 8 | Marruecos |  |  |

### Tercer Puesto
| 5 de octubre | Nigeria | 38 - 10 | Ghana |  |  |

### Final
| 5 de octubre | Camerún | 4 - 10 | Marruecos |  |  |

| Bandera de Nigeria |
| Campeón Nigeria    |
| Primer título      |